# 주조 쿠바 대사관
주조 쿠바 대사관(조선말: 조선 주재(주조) 꾸바 대사관, 스페인어: Embajada de Cuba en República Popular Democrática de Corea)은 조선민주주의인민공화국 평양시 대동강구역 문수동에 위치한 쿠바 대사관이다.
쿠바는 1960년 8월 29일에 조선민주주의인민공화국과 수교하면서 사회주의 이념을 통해 연대하는 동지 관계로 인식했다. 조선민주주의인민공화국 정부는 1961년 4월 19일에 쿠바 아바나에 주쿠바 조선민주주의인민공화국 대사관을 개설했고 쿠바 정부는 1961년 10월에 조선민주주의인민공화국 평양시에 주조 쿠바 대사관을 개설했다.

## 같이 보기
- 조선민주주의인민공화국-쿠바 관계
- 주쿠바 조선민주주의인민공화국 대사관
- 주한 쿠바 대사관
- 쿠바의 재외공관 목록
- 조선민주주의인민공화국 주재 외국공관 목록